# رینارد روباه

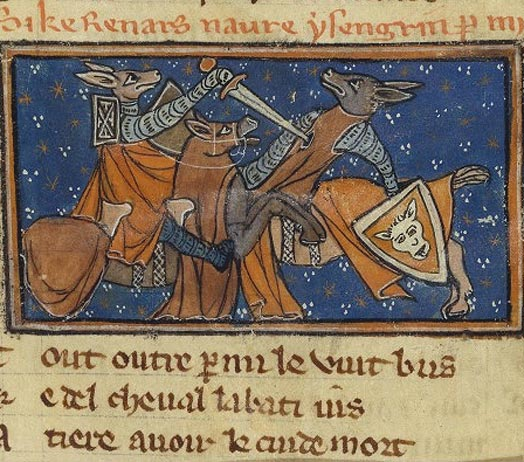
تذهیب از نسخه خطی اواخر قرن سیزدهم از رومن د رنارت

رینارد روباه یک چرخه ادبی از داستان‌های تمثیلی دوره میانه یی هلندی، انگلیسی، فرانسوی و آلمانی است. اولین نسخه‌های موجود از چرخه مربوط به نیمه دوم قرن دوازدهم است. این شیوه بیان داستانی در سراسر دوره میانه متاخر و همچنین به صورت کتاب چاپی در سراسر دوره مدرن اولیه محبوب بود.
داستان‌ها بیشتر به شخصیت اصلی رینارد، یک روباه قرمز انسان‌نما، شخصیت فریبکار مربوط می‌شوند. ماجراجویی‌های او معمولاً شامل فریب سایر حیوانات انسان‌نما به نفع خود یا تلاش برای اجتناب از تلاش‌های تلافی‌جویانه آنها است. دشمن و قربانی اصلی او در سراسر چرخه عمویش، گرگ، لسگریم (یا یسگریم) است.
در حالی که شخصیت رینارد در آثار بعدی ظاهر می‌شود، داستان‌های اصلی در دوره‌ی میانه توسط چندین نویسنده نوشته شده‌اند و اغلب به‌عنوان تقلید از ادبیات دوره میانه، مانند داستان‌های عاشقانه درباری و شعر حماسی فرانسه باستان، و همچنین طنزی از نهادهای سیاسی و مذهبی دیده می‌شوند. روباه حیله‌گر، رینارد، در جامعه‌ای از حیوانات ناطق دیگر (شیر، خرس، گرگ، الاغ و غیره) زندگی می‌کند و داستان‌ها را به یک حماسه وحش تبدیل می‌کند.
نسخه‌های اصلی به فرانسوی باستان نوشته شده‌اند و از آن زمان به زبان‌های مختلف ترجمه شده است. با این حال، داستان‌های رینارد از سرتاسر اروپا آمده است و هر بازگویی جزئیاتی دارد که مختص منطقه خود است. داستان‌ها صرف نظر از جایی که اتفاق می‌افتند، به گونه‌ای طراحی شده‌اند که جامعه اطراف خود را نشان دهند و ساختارهای جامعه اطراف خود را دربر گیرند، مانند دادگاه نجیب. در حالی که نویسندگان در داستان گفتن آزادی‌های زیادی قائل هستند، همه طنزها به قصد بی‌ادبی یا بدخواهانه نیستند.

## در ایران
در کتاب‌های درسی سوم دبستان ایران نسخه‌ای منظوم از این داستان با اشعار استاد حبیب یغمایی، با عنوان «روباه و زاغ» به چاپ رسیده که بخشی از داستان رینارد را روایت می‌کند که درحال فریب کلاغی بود. 

## شخصیت‌ها

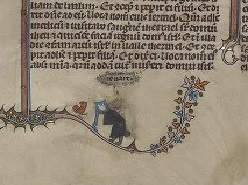
رینارد بی‌حس به خروس موعظه می‌کند.

شخصیت‌های اصلی حیوانات انسان نما هستند. نام‌های داده شده از حیوانات ریشه آلمانی باستانی است. بیشتر آنها به عنوان نام‌های شخصی در لورن دوره میانه مورد استفاده قرار می‌گرفتند. شخصیت‌های رینارد روباه بر اساس سلسله‌مراتب دوره میانه ساخته شده‌اند و در داستان‌ها به عنوان انسان رفتار می‌شود. از آنجایی که چندین نویسنده متن را نوشته‌اند، شخصیت شخصیت‌ها اغلب تغییر می‌کند. در طول داستان‌ها، این شخصیت‌ها اغلب بین شکل انسان و حیوان و اغلب بدون اطلاع قبلی تغییر می‌کنند.
شخصیت‌هایی که بین شکل انسان و حیوان جابجا می‌شوند، اغلب دارای موقعیت نخبه هستند، در حالی که شخصیت‌هایی که تغییر نمی‌کنند تمایل دارند دهقان باشند. اغلب، خوانندگان خود را می‌توانند با رینارد همدلی کنند. آنها متوجه می‌شوند که موقعیت‌هایی که او در آن قرار دارد اغلب با زندگی خود آنها متفاوت نیست، و این در طول دهه‌ها ادامه دارد. استفاده متداول از حیوانات به‌عنوان شخصیت در داستان‌ها باعث شده است تا داستان‌هایی که به مناطق خاکستری اخلاقی برخورد می‌کنند، آسان‌تر قابل درک و پذیرش باشند.

## در فولکلور و ادبیات اروپای دوره میانه

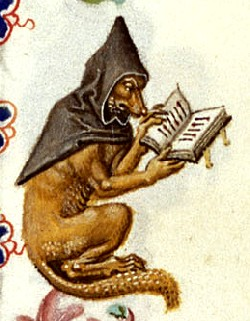
روباهی اهل مطالعه در کلاه‌پوش راهب، در حاشیه کتاب ساعات، اوترخت، c. 1460

روباه‌ها به‌طور کلی در فولکلور سنتی اروپا شهرت حیله‌گر دارند. تصور می‌شود که شخصیت خاص رینارد در فولکلور لورن سرچشمه گرفته است و از آنجا به فرانسه، آلمان و کشورهای پایین گسترش یافته است.  متناوباً، نسخه‌ای قرن نوزدهمی‌از بازگویی داستان رینارد به‌طور قطعی بیان می‌کند که «بدون شک ریشه آلمانی دارد» و حدسی را مرتبط می‌کند که شخصیت اصلی را با «یک رینارد از لورن، معروف به‌خاطر ویژگی‌های ولپین خود در قرن نهم» مرتبط می‌کند.
جوزف ژاکوبز، در حالی که ریشه آن را در لورن می‌بیند، عناصر کلاسیک، آلمانی و «فولکلور باستانی شمالی» را در داستان‌های رینارد دنبال می‌کند. یاکوب گریم در راینهارت فوکس (برلین، ۱۸۳۴) شواهدی برای این فرض بر اساس دلایل ریشه‌شناختی ارائه کرد که «داستان‌های روباه و گرگ در اوایل قرن چهارم، پنجم و ششم برای فرانک‌ها شناخته شده بودند».
از قرن دوازدهم و سیزدهم حدود بیست و شش داستان مختلف از رینارد روباه وجود دارد. در حالی که ممکن است چیزهای بیشتری نوشته شده باشد، این موارد باقی مانده‌اند. بسیاری از اینها توسط نویسندگان مختلف و نویسندگان ناشناس نوشته شده است.
ظاهر گسترده‌ای از شخصیت در فرانسوی قدیمی Le Roman de Renart نوشته شده توسط Pierre de Saint-Cloud در حدود سال ۱۱۷۰ است که محیط معمولی را تعیین می‌کند. رینارد به دربار شاه نوبل (یا لئو)، شیر احضار شده است تا به اتهاماتی که توسط ایزنگریم گرگ علیه او مطرح شده پاسخ دهد. سایر حیوانات انسان‌نما، از جمله خرس بروین، الاغ بالدوین، و گربه تیبرت (تیبالت)، همگی دست به حیله‌گیری می‌زنند. داستان‌ها معمولاً شامل طنز می‌شوند، که معمولاً اشراف و روحانیون هستند و رینارد را به یک شخصیت دهقانی-قهرمان تبدیل می‌کند. کلیسای کاتولیک از داستان روباه موعظه، همان‌طور که در ادبیات رینارد یافت می‌شود، در هنر کلیسا به عنوان تبلیغ علیه لولاردها استفاده کرد.
قلعه اصلی رینارد، Maupertuis، هر زمان که لازم باشد از دشمنان خود پنهان شود در دسترس او است. برخی از داستان‌ها مراسم تشییع جنازه رینارد را نشان می‌دهند، جایی که دشمنان او برای ارائه سوگواره مادلین پر از تقوای غیر صادقانه جمع می‌شوند و انتقام پس از مرگ رینارد را نشان می‌دهد. همسر رینارد، هرملین، در داستان‌ها ظاهر می‌شود، اما نقش فعال چندانی ایفا نمی‌کند. در برخی نسخه‌ها، زمانی که رینارد مرده تصور می‌شود، او دوباره ازدواج می‌کند و در نتیجه تبدیل به یکی از افرادی می‌شود که او قصد دارد از آنها انتقام بگیرد. Isengrim، املای جایگزین فرانسوی: Ysengrin، متداول‌ترین آنتاگونیست و فویل رینارد است و عموماً فریبنده می‌شود، اگرچه او گاهی اوقات انتقام می‌گیرد.
یک داستان فردی ممکن است شامل چندین گونه باشد که طبقه‌بندی را دشوار می‌کند. داستان‌ها اغلب شامل مضامینی از جامعه معاصر با اشاره به آثار، زیارت، اعتراف و جنگ‌های صلیبی است. بحث بر سر این است که آیا آنها با رویدادهای اجتماعی قابل شناسایی مرتبط هستند یا خیر، اما اردوگاه رو به رشدی وجود دارد. که پیوندهای مستقیم اجتماعی و حتی اظهارات سیاسی ضمنی را در داستان‌ها می‌بینند. داستان‌ها به گونه ای بیان می‌شوند که تداعی‌ها را آسان می‌کند، اما اثبات آن را دشوار می‌کند.
داستان‌های رینارد قوانین و مفاهیم حقوقی دشوار را به زبان مشترک ترجمه می‌کنند و به مردم این امکان را می‌دهند که هم آن‌ها را درک کنند و هم از مشکلات حقوقی و بدجنسی شخصیت‌ها لذت ببرند. دادگاه درست مانند دادگاه‌های جامعه دوره میانه عمل می‌کند. پادشاه فقط در یک تاریخ مشخص به پرونده‌ها رسیدگی کرد و همه اختلافات یکباره بررسی شد.
نسخه‌های زیادی از دعوای رینارد با یسنگرین، آنتاگونیست همیشگی روباه در طول داستان‌ها پیروی می‌کنند. خشونت بین آنها و دیگر شخصیت‌ها یک عنصر موضوعی مشترک است. موضوع بحث است خواه این خشونت حیوانات را نشان می‌دهد که صرفاً به این شکل عمل می‌کنند، یا از نظر انسانی به معنای بازتاب خشونت در جامعه بشری، به ویژه جنگ‌های مختلفی است که مردم عادی در آن زمان متحمل شدند.

### یسنگریموس
رینارد برای اولین بار در شعر لاتین دوره میانه Ysengrimus ظاهر می‌شود، یک حماسه ساختگی لاتین طولانی نوشته شده در سال. ۱۱۴۸–۵۳ توسط شاعر دوره میانهیی نیواردوس، که انبار بزرگی از ماجراهای رینارد را جمع‌آوری می‌کند. او همچنین در تعدادی از سکانس‌های لاتین توسط واعظ قرن سیزدهم اودو از Cheriton ظاهر می‌شود. به نظر می‌رسد که هر دوی این منابع اولیه از یک فروشگاه از پیش موجود فرهنگ عامه که شخصیت را نشان می‌دهد، استفاده می‌کنند.

### رومن دی رنارت
اولین "شاخه" (یا فصل) روم دو رنارت در سال ۱۱۷۴ توسط پیر دو سنت کلود نوشته شده است، اگرچه در تمام نسخه‌های فرانسوی به عنوان "شاخه دوم" تعیین شده است. همین نویسنده در سال ۱۱۷۹ دنباله‌ای به نام «شاخه اول» نوشت. از آن تاریخ به بعد، بسیاری از نویسندگان فرانسوی دیگر ماجراهای خود را برای Renart li goupil ("روباه") سروده‌اند. همچنین متن آلمانی میانه عالی Reinhard Fuchs اثر Heinrich der Glïchezäre وجود دارد که به ح. 1180. رومن د رنارت در گونه عاشقانه جای می‌گیرد. رومن د رنارت با استفاده از تاریخ داستان‌هایی که از زمان ازوپ نوشته شده‌اند شروع می‌کند.
گونه عاشقانه دوره میانه آن چیزی نیست که ما از گونه عاشقانه امروزی درک می‌کنیم. این یک روایت خیالی از زندگی یک شخصیت بود. شخصیت اصلی گونه عاشقانه اغلب دارای یک ماجراجویی یا فراخوانی برای اقدام است که تقریباً همیشه توسط یک نیروی خارجی ایجاد می‌شود. در قرن سیزدهم، فرانسوی یک زبان ادبی استاندارد بود و بسیاری از آثار در دوره میانه به زبان فرانسه نوشته شد، از جمله رینارد روباه. بسیاری از آثار محبوب دوره میانه در گونه عاشقانه قرار می‌گیرند.Pierre de St. Cloud opens his work on the fox by situating it within the larger tradition of epic poetry, the fabliaux and Arthurian romance:

| Seigneurs, oï avez maint conte Que maint conterre vous raconte Conment Paris ravi Elaine, Le mal qu'il en ot et la paine, De Tristan que la Chievre fist Qui assez bellement en dist Et fabliaus et chançons de geste Romanz d'Yvain et de sa beste Maint autre conte par la terre. Mais onques n'oïstes la guerre Qui tant fu dure de gran fin, Entre Renart et Ysengrin. | Lords, you have heard many tales, That many tellers have told to you. How Paris took Helen, The evil and the pain he felt Of Tristan that la Chevre Spoke rather beautifully about; And fabliaux and epics; Of the Romance of Yvain and his beast And many others told in this land But never have you heard about the war That was difficult and lengthy Between Reynard and Isengrim |

### Van den Vos Reynaerde
نسخه هلندی میانه اواسط قرن سیزدهم از داستان Willem die Madoc maecte (Van den vos Reynaerde، از Reynaert روباه)، همچنین از آیات قافیه ای ساخته شده است (همان طرح AA BB). Van den vos Reinaerde و Reinaert Historie (به ترتیب RI و R II نامیده می‌شوند) دو شعری هستند که توسط دو نویسنده متفاوت سروده شده‌اند و R II ادامه R I است.
با نویسندگان مختلف، تغییرات متفاوتی وجود دارد. این را می‌توان با رینارد به بهترین نحو مشاهده کرد. رینارد از RI در حالی که شخصیت یکسانی را توصیف می‌کند، دارای بسیاری از ویژگی‌های شخصیتی متفاوت در R II است. در حالی که یک شعر تمام شده و کامل شده به خودی خود، Van den vos Reinaerde پایان مشخصی ندارد.Like Pierre, very little is known of the author, other than the description by the copyist in the first sentences:

| Willem, die Madocke maecte, daer hi dicken omme waecte, hem vernoyde so haerde dat die avonture van Reynaerde in Dietsche onghemaket bleven – die Arnout niet hevet vulscreven – dat hi die vijte dede soucken ende hise na den Walschen boucken in Dietsche dus hevet begonnen. | Willem who made Madocke, which often kept him awake, was so extremely annoyed that the tales of Reynaert – which Arnout has not finished – remained unwritten in Dutch that he had the life looked for and, following the French books he began it in Dutch as follows. |

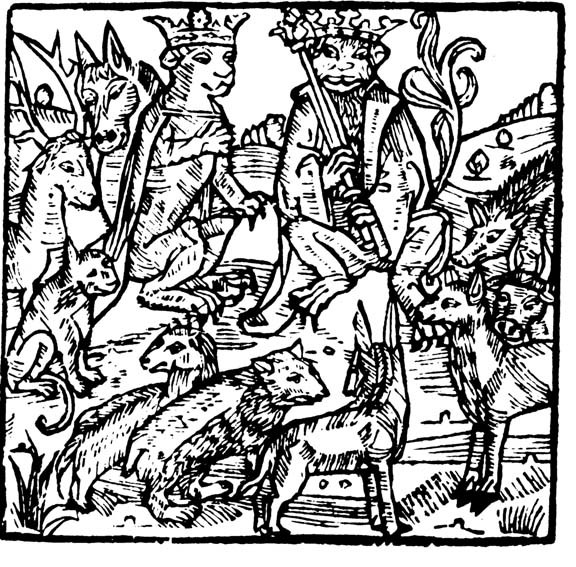
تصویر ۱۴۹۸ از Hans van Ghetelen، در Reinke de Vos

تصور می‌شود که Madocke یا Madoc یکی دیگر از آثار ویلم باشد که در مقطعی وجود داشته اما گم شده است. آرنوت نامبرده شاعر قبلی رینارد بود که ویلم (نویسنده) ادعا می‌کند که کارش را به پایان رسانده است. با این حال، مخالفت‌های جدی با این مفهوم از نویسندگی مشترک وجود دارد، و تنها چیزی که محتمل تلقی می‌شود این است که Arnout فرانسوی‌زبان بوده است ("Walschen" در هلندی میانه به مردم فرانسوی زبان شمالی، به‌ویژه والون‌ها اطلاق می‌شود). آثار ویلم به یکی از نسخه‌های استاندارد این داستان تبدیل شد و پایه و اساس اکثر اقتباس‌های بعدی به زبان‌های هلندی، آلمانی و انگلیسی، از جمله ویلیام کاکستون، گوته و اف‌اس الیس بود.

### چاسر
جفری چاسر از مواد رینارد در داستان‌های کانتربری استفاده کرد. در " داستان راهبه "، رینارد در نقش "راسل" و الاغ در نقش "برونل" ظاهر می‌شوند. رنیار (با املای "رنارد") همچنین به‌طور خلاصه در داستان فیلیس از داستان زنان خوب چاسر ذکر شده است.

## سنت مدرن اولیه
در سال ۱۴۸۱، ویلیام کاکستون انگلیسی، تاریخ رینارت روباه را چاپ کرد که از Van den vos Reynaerde ترجمه شد. همچنین در دهه ۱۴۸۰، رابرت هنریسون، شاعر اسکاتلندی، توسعه بسیار پیچیده‌ای از مطالب ریناردی را به عنوان بخشی از Morall Fabillis خود در بخش‌هایی به نام The Talking of the Tod ابداع کرد. در سال ۱۴۹۸، هانس ون گتهلن، چاپگر Incunabula در لوبک، یک نسخه آلمانی پایین به نام Reinke de Vos را چاپ کرد. این داستان به لاتین و زبان‌های دیگر ترجمه شد، که باعث محبوبیت این داستان در سراسر اروپا شد. رینارد همچنین در شعر انگلیسی میانه Sir Gawain and the Green Knight در طول سومین شکار مورد اشاره قرار گرفته است.
تیبالت در رمان رومئو و ژولیت شکسپیر از نام گربه در رینارد روباه نامگذاری شده است و مرکوسیو به همین دلیل آن را «شاهزاده گربه‌ها» می‌نامد. نمایشنامه جانسون Volpone به شدت مدیون رینارد است.
با اختراع ماشین چاپ، داستان‌های رینارد روباه محبوبیت بیشتری پیدا کرد و شروع به ترجمه و بازآفرینی به زبان‌های مختلف کرد. داستان‌های رینارد از حس معمولی تجدید چاپ پیروی نمی‌کنند، زیرا زمان‌بندی مشخصی برای داستان‌ها وجود ندارد. بسیاری از صفحات اصلی این داستان‌ها گم شده‌اند، بنابراین به سختی می‌توان گفت که تغییرات ادبی دقیق چیست، که تعداد زیادی از آنها وجود ندارد، به استثنای تغییرات معمولی که از روزهای اولیه چاپخانه مشاهده می‌شود.
همچنین تغییرات جزئی در جمله‌بندی وجود دارد که نشان دهنده مدرن شدن کاربردها و ترتیب متفاوت کلمات است. در حالی که تغییرات ممکن است اشتباه به نظر برسند، آنها به عنوان چنین تصور نمی‌شوند و اغلب در مدرن سازی داستان‌ها نگهداری می‌شوند. در قرن پانزدهم و شانزدهم تلاش زیادی برای بهتر شدن آثار صورت نگرفته است. تغییرات در داستان‌ها در طول قرن پانزدهم به دلیل نقش‌های خاص در فرایند چاپ که برای حذف اشتباهات طراحی شده است، اشتباه تلقی نمی‌شود. در نسخه‌های مدرن اولیه رینارد روباه، ویژگی‌های حیوانات بر اساس توپوی ادبی بود که برای خوانندگان طبقه متوسط جذاب بود.

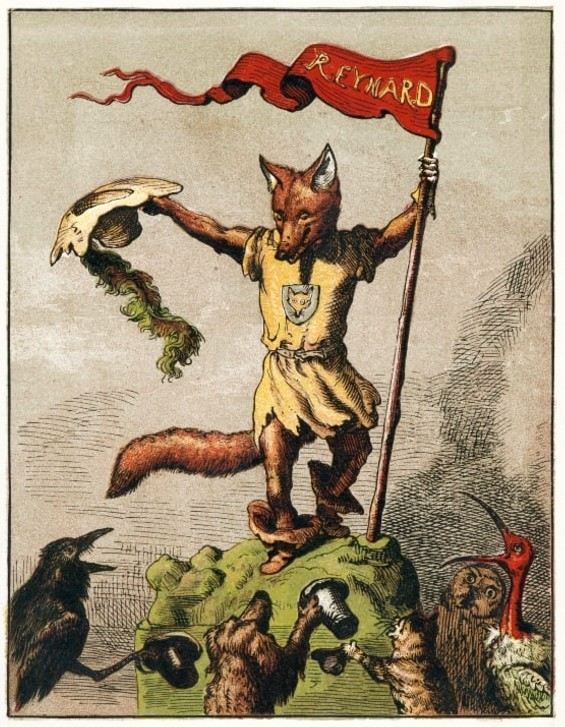
شخصیت حیله‌گر رینارد روباه همان‌طور که در کتاب کودکان ۱۸۶۹ توسط میشل رودانژ به تصویر کشیده شده است.

## درمان مدرن

### قرن ۱۹
راینکه فوکس اثر گوته شعری است شش‌متر، در دوازده بخش، که در سال ۱۷۹۳ سروده شد و اولین بار در سال ۱۷۹۴ منتشر شد. گوته مطالب رینارد را از نسخه یوهان کریستف گوتشد (۱۷۵۲) بر اساس Reynke de vos 1498 اقتباس کرد.
در گرگ و میش بت‌ها اثر فریدریش نیچه در سال ۱۸۸۹، نیچه از رینارد روباه به عنوان نمونه ای از یک دیالکتیک استفاده می‌کند.
هنرمند آلمانی یوهان‌هاینریش رامبرگ مجموعه ای متشکل از ۳۰ طراحی ساخت که آنها را نیز حکاکی کرد و در سال ۱۸۲۵ منتشر کرد.
Renert [عنوان اصلی کامل: Renert oder de Fuuß am Frack an a Ma'nsgrëßt]، در سال ۱۸۷۲ توسط Michel Rodange، نویسنده لوکزامبورژوا منتشر شد. یک اثر طنز حماسی - اقتباس شده از نسخه ۱۸۵۸ کوتا حماسه روباه گوته راینکه فوکس در لوکزامبورگ. شناخته شده است که این تصویر آینه ای طنزآمیز از حوزه اجتماعی لوکزامبورگ پس از آشفتگی‌های بحران لوکزامبورگ است، که به موجب آن نویسنده انتقاد و شک اجتماعی خود را به جامعه حیواناتی که روباهش «رنرت» در آن زندگی می‌کند منتقل کرده است. فراتر از آن، تحلیلی روشنگر از تفاوت‌های زبانی مختلف منطقه‌ای و زیرمنطقه‌ای کشور است که در آن از گویش‌های متمایز برای به تصویر کشیدن روباه و همراهانش استفاده می‌شود.

### قرن ۲۰
لادیسلاس استاریویچ داستان روباه را در سال ۱۹۳۷ تولید کرد.
انیمیشن رابین هود دیزنی محصول ۱۹۷۳ تا حدی بر اساس رینارد فاکس ساخته شده است.

### قرن ۲۱
در برنامه تلویزیونی فانتزی SyFy The Magicians (که از دسامبر ۲۰۱۵ تا آوریل ۲۰۲۰ پخش شد) یک خدای حقه باز بت‌پرست با بازی مکنزی آستین به نام رینارد روباه وجود دارد.

## کتابشناسی
- آوری، آن لوئیز، رینارد فاکس (آکسفورد: کتابخانه بودلیان، ۲۰۲۰).
- Bonafin, Massimo, Le malizie della volpe: Parola letteraria e motivi etnici nel Roman de Renart (رم: Carocci editore، 2006) (Biblioteca Medievale Saggi). رجوع کنید به در اینجا چکیده‌ای از این کتاب و رجوع کنید به در اینجا مروری بر این کتاب داریم که متأسفانه هنوز به انگلیسی ترجمه نشده است.
- Zebracki, Martin, Het grenzeloze land van Reynaerde بایگانی‌شده  در ۲۰۱۳-۰۸-۰۱ توسط Wayback Machine   [کشور بی‌کران [روباه] Reynaert]. Geografie 20 (2011: 2), pp. 30-33.
- یوهان‌هاینریش رامبرگ (هنرمند)، دیتریش ویلهلم سولتاو (نویسنده)، والتراود مایرهوفر (ویرایشگر): "رینکه فوکس – رینارد روباه. طراحی‌ها و حکاکی‌های رنگ‌آمیزی با گزیده‌هایی از ترجمه انگلیسی شعر بورلسک سولتاو. VDG Weimar، وایمار ۲۰۱۶.شابک ‎۹۷۸−۳−۸۹۷۳۹−۸۵۴−۲شابک 978-3-89739-854-2.